# EC-CUBE
EC-CUBE（イーシーキューブ）は、株式会社イーシーキューブ（EC-CUBE CO.,LTD.）が開発するオープンソースのEC向けコンテンツ管理システム（CMS）である。

## 歴史
ロックオン（現・イルグルム）が開発してきたECサイト構築システムECKitを元に、2006年9月1日にオープンソースとして公開（デュアルライセンスの採用により、GPLの他、商用ライセンスも選択可能）。同社（2019年1月以降は完全子会社の株式会社イーシーキューブ）を主導として開発が続けられている。
2019年2月26日にはEC-CUBEのSaaS版となるクラウドECプラットフォーム「ec-cube.co」がリリースされた。

## 特徴
- 主に日本国内で開発されている、ECサイト構築用プログラム。海外で開発され、日本語化されたソフトと比較すると、自然な日本語表記になっている。開発コミュニティや公式マニュアルサイトなども日本語で提供されている。
- 同じオープンソースであるOsCommerce（英語版）やZen Cart（英語版）、Magento[6]と比較するとEC-CUBEの機能は少ない[7]が、ドラッグ&ドロップによるレイアウト編集など独特な機能もある。また、日本の主要携帯電話キャリアに対応したページ生成機能を実装している。
- 日本語文字コードはUTF-8をデフォルトでサポートしている。
- 携帯電話向けのページが自動で生成される。携帯電話からアクセスすると自動的に携帯電話向けのページに転送される。2.11系からは、スマートフォンにも対応している。

## 動作環境
スクリプト言語
- PHP 7.1 〜
  - 必須PHPライブラリ
    - pgsql / mysqli (利用するデータベースに合わせること)
    - pdo_pgsql / pdo_mysql / pdo_sqlite (利用するデータベースに合わせること)
    - pdo
    - phar
    - mbstring
    - zlib
    - ctype
    - session
    - JSON
    - xml
    - libxml
    - OpenSSL
    - zip
    - cURL
    - fileinfo
    - intl

  - 推奨PHPライブラリ(決済モジュール等で使用)
    - hash
    - APCu / WinCache(利用する環境に合わせること)
    - Zend OPcache

Webサーバ
- Apache HTTP Server 2.4.x

データベース
- PostgreSQL 9.2.x / 10.x
- MySQL 5.5.x / 5.6.x / 5.7.x

## 脆弱性など
- JVN#06372244 「EC-CUBE ペイメント決済モジュール」および ECCUBE 用「GMO-PG 決済モジュール (PG マルチペイメ ントサービス)」における複数の脆弱性（2018 年8月9日）
- JVN#59436681 「EC-CUBE 用モジュール「ルミーズ決済モジュール(2.11系・2.12系・2.13系)」における複数の脆弱性」
- JVN#29343839 「EC-CUBE 用プラグイン「Amazon Payプラグイン2.12、2.13」におけるクロスサイトスクリプティングの脆弱性」
  - 「EC-CUBEをCMSとして採用した通販サイト」からの流出として、2019年において約14万件のクレジットカード情報がEC-CUBEの一部のバージョンから流出したと2019年12月20日に経済産業省が発表[8]。
  - インターネット通販サイトから流出したクレジットカード情報は34万件に登り、その4分の3以上が「EC-CUBEをCMSとして採用した通販サイト」であるとしている（2019年12月28日、産経新聞）[9]。

## EC-Cubeの派生プラットフォーム
- EC Orange